# Johan Bockholt
Johan Bockholt (Jóhann Bucholt, Johann Bocholtz, Johann Buchholdt), till Klingstrup och ätten Bockholt, född den 3 augusti 1537, död 1602 i Bessastaðir, Höfuðborgarsvæð, Island, var dansk ämbetsman och länsman över Island.
Han var gift med Lisbet Johansdatter i uradelsätten Urne av Klingstrup (1525–1584) kort efter Peder Lykkes död 1563.

## Biografi
Johan Bockholts härkomst är inte helt klarlagd ur ett genealogiskt perspektiv. Han testamenterade dock sin kvarlåtenskap till Hans von Bucholtz zu Helfenberg (i urkunden angiven som Hans von Bucholtz till Vndernhelffenberg), vilket bekräftades i ett öppet kungligt brev daterat den 13 september 1603. Hans von Bucholtz var gift med Anna Maria, dotter till Philipp von Wittstadt. Han försökte flera gånger få skriva över borgen Helfenberg vid Abstatt till sin dotter, eller svärsonen Hans von Bucholtz, men Württemberg Lehenhof vägrade att ge sitt samtycke. Det var anledningen till att Hans von Buchholz lät bygga en egen borg nere i byn Finkenbach kallad Unterhelfenberg. Förmodligen var Hans en broder till Johan och var troligen en son till Johann von Bucholtz.
Johan Bockholt hade tjänat kung Fredrik II av Danmark väl under Nordiska sjuårskriget (1563-1570) mot Sverige och belönades därför med en förläning av Islands län. Han tjänade som länsherre först mellan åren 1570 till 1587 och en andra gång mellan åren 1597 till 1602. Han blev därmed kungens lokala styrande under en längre period än någon annan utlänning. Bockholts företrädare Christoffer Valkendorf, som hade tjänat som länsman i ett år utsågs till andra befattningar.
Bockholt kom till Island redan på våren och bosatte sig den 5 maj 1570 på Bessastaðir, som numera är den isländska presidentens residens. Han förekommer i stort antal urkunder under sina tjänsteår i Island. Privat fick Bockholt bedriva handel från Gullbringusýsla och andra hamnar förutom Grindavík. Kravet var att hans skulle erbjuda bra varor till rimliga priser.
I början av 1573 deltog en man med namn Johan Bockholt i tolken Jöns Olssons stämplingar mot kung Johan III, enligt skrivelser av ståthållaren på Stockholms slott Jakob Bagge d.ä. till Boo. Bockholt skulle ha uppmanat Olsson att bägge bort besöka prins Magnus av Ösel, därför att denne var hans landsman och skulle välvilligt ge Olsson ett bra underhåll, samt en respektabel titel. Det är dock inte troligt att denne var samma man som Johan Bockholt till Klingstrup, som vid den tiden var bosatt på Island.
Bockholt sägs ha varit en effektiv och krävande länsman, som ofta hamnade i bråk med flera isländska lokala styresmän. Biskop Guðbrandur Þorláksson skrev flera brev till kungen vari han klagade över kapten Bockholt. Bockholt blev dock en god vän till ämbetsmannen Jón Jónsson, som var Guðbrands ärkefiende, och tillsammans de stod mot biskopen. Gisli Jdnsson valdes till den tredje lutherska biskopen på Skálholts biskopsstol. I hans konstruktiva evangeliska arbete stöddes han av länsman John Bockholt. Den kyrkliga ivern minskade dock avsevärt då kronan ytterligare beskattade kyrkan genom att avkräva en fjärdedel av tiondet.
Bockholt tyckte att det var olyckligt att hålla Alltinget på Þingvellir och ville ha det närmare Bessastaðir. Det måste därför ha varit på hans grund att Fridrik II utfärdade ett brev den 5 april 1574 att Alltinget skulle hållas i Kópavogur i framtiden, eftersom det skulle vara bättre och mindre farligt. Denna rekommendation har dock inte följts, även om olika möten hölls där.
Bockholt torde ha varit välutbildad. Medan biskopen Guðbrandur och Bockholt var vänner gav han bort en jordglob, vilken visade Islands globala position. I astronomen Tycho Brahes anteckningar nämns att Bockholt observerade en solförmörkelse över Bessastaðir den 31 januari 1580, vilken fått en detaljerad rapport om.
Kungen avsatte Bockholt 1587 eftersom han känt en motvilja att betala ålagda avgifter till kronan. Peder Thomassen (Pétur Tómasson) tog över i ett år och sedan blev Lars Thygesen Kruse länsman. Efter honom Henrik Krag och Brostrup Giedde. År 1597 blev Bockholt återigen utsedd till länsman över Island och seglande därför tillbaka från Danmark. Han innehade ämbetet fram till sin död 1602. Totalt var han länsman under 23 år.

## Familj
Fader: Johann von Bucholtz, var fader till Hans von Bucholtz och kan även ha varit fader till Johan Bockholt.
Moder: N. von Hanenbaum, var gift med Johann Bucholtz.
Syster: Elisabeth Bockholt (f 1540 d 1611 Marstrand) var troligen en syster till Johan och därmed dotter till Johann von Bucholtz.
Släkting: Hans von Bucholtz zu Helfenberg (Hans von Bockholt till Vndernhelffenberg), ärvde Johan Bockholts kvarlåtenskap på Island, vilket bekräftades i ett öppet kungligt brev daterat den 13 september 1603.